# Eucharis parvula
Eucharis parvula är en stekelart som beskrevs av Gussakovskiy 1940. Eucharis parvula ingår i släktet Eucharis och familjen Eucharitidae. Inga underarter finns listade i Catalogue of Life.